# Serena Rossi
Serena Rossi (Napoli, 31 agosto 1985) è un'attrice, cantante, conduttrice televisiva e doppiatrice italiana.
Dopo un esordio teatrale in C'era una volta... Scugnizzi, diventa nota al grande pubblico grazie alla soap opera Un posto al sole, in cui interpreta il ruolo di Carmen Catalano. Ha successivamente portato avanti una carriera come attrice e doppiatrice sia a livello cinematografico, sia in molti altri prodotti televisivi.
Dal 2006 ha intrapreso anche una carriera discografica, che talvolta si affianca a prove attoriali, come in Un posto al sole o Io sono Mia, o di doppiaggio, come in Frozen - Il regno di ghiaccio.
Debutta come conduttrice televisiva nel 2017 con il programma Detto fatto, continuando occasionalmente a vestire tali panni anche negli anni successivi.

## Biografia

### Anni 2000

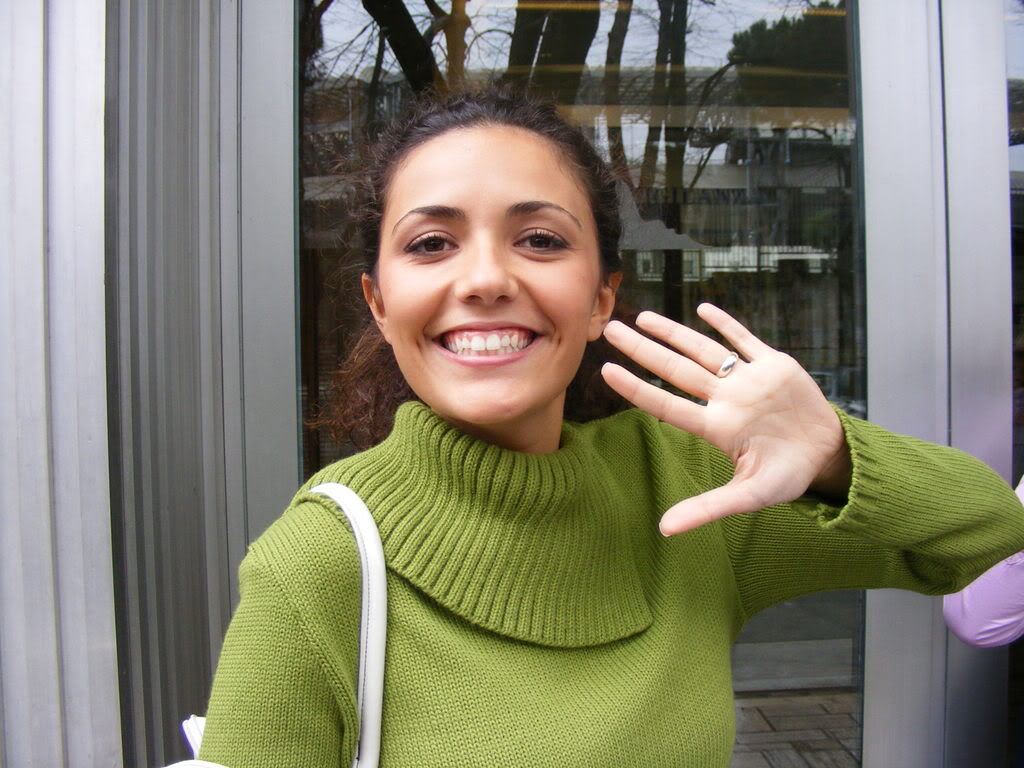
Serena Rossi agli esordi nel 2007

Cresciuta nel quartiere napoletano di Miano, esordisce nel 2002 come cantante nel musical C'era una volta... Scugnizzi di Claudio Mattone ed Enrico Vaime. L'anno dopo viene scritturata per il ruolo di Carmen Catalano in Un posto al sole, ruolo che, a periodi alterni, la Rossi ricoprirà nella soap opera sino alla fine del decennio. Quest'interpretazione la lancia nel mondo dello spettacolo, tant'è che quando nel 2005 torna in teatro lo fa da protagonista: recita, infatti, nel musical Mal'aria, scritto e diretto da Bruno Garofalo, versione napoletana di Romeo e Giulietta. Il 1º dicembre 2006 esce nel frattempo il suo primo lavoro discografico, un EP intitolato Amore che, raccolta di 5 brani folk tratti da Un posto al sole.
Negli stessi anni appare in produzioni televisive quali Rosafuria (2003) di Gianfranco Albano, Salvo D'Acquisto (2003) e Virginia, la monaca di Monza (2004) di Alberto Sironi, La moglie cinese (2006) di Aurelio Grimaldi, e Un posto al sole d'estate (2007). Nel 2007 gira inoltre il suo primo film sul grande schermo, Liberarsi - Figli di una rivoluzione minore, opera prima di Salvatore Romano, e riceve nella categoria giovani il premio "Penisola Sorrentina Arturo Esposito", con la direzione artistica di Mario Esposito; l'anno dopo affianca lo stesso patron nella conduzione della manifestazione. Nel novembre 2008 è tra i protagonisti dell'episodio La vampa d'agosto della serie TV Il commissario Montalbano.

### Anni 2010
Nel 2010 recita dapprima nella miniserie televisiva Sant'Agostino di Christian Duguay, e in seguito assume la parte dell'agente scelto Barbara Castello nella seconda stagione di Ho sposato uno sbirro, in onda su Rai 1. Per la stessa rete, nel 2011 è tra i protagonisti della prima stagione della serie TV Che Dio ci aiuti, dove interpreta Giulia Sabatini. L'anno seguente recita nel ruolo di Anita Cescon nella terza stagione di R.I.S. Roma - Delitti imperfetti.
Nel 2013 è co-protagonista della pellicola Song'e Napule, dei Manetti Bros., accanto a Giampaolo Morelli; sempre con lo stesso cast, negli anni successivi partecipa come personaggio ricorrente alla serie TV L'ispettore Coliandro. Ancora nel 2013, nei panni di Rosetta è protagonista, al fianco di Enrico Brignano, della nuova edizione della commedia teatrale Rugantino, mentre al cinema presta la voce ad Anna nel film d'animazione Disney Frozen - Il regno di ghiaccio, cantando alcune canzoni della colonna sonora del lungometraggio in coppia con Serena Autieri.
Nel 2014 partecipa come concorrente alla trasmissione di Rai 1 Tale e quale show, vincendo la quarta edizione, nonché la terza dello spin-off Il torneo; nello stesso anno torna a prestare la voce al personaggio Disney di Anna nell'edizione italiana della serie televisiva C'era una volta, mentre a dicembre incide una cover di Vorrei incontrarti fra cent'anni, assieme a Matteo Becucci, inserita nell'album Tutti quanti Mery del cantante toscano, e canta il brano portante della colonna sonora del film d'animazione Winx Club: Il mistero degli abissi, Noi siamo Winx, nei panni della protagonista Bloom. Nel 2015 entra nel cast della fiction Squadra mobile, spin-off di Distretto di Polizia, e doppia ancora una volta la principessa Anna nel cortometraggio Frozen Fever, distribuito nelle sale cinematografiche insieme a Cenerentola. Presta inoltre la voce proprio al personaggio di Cenerentola nel musical Into the Woods, diretto da Rob Marshall.

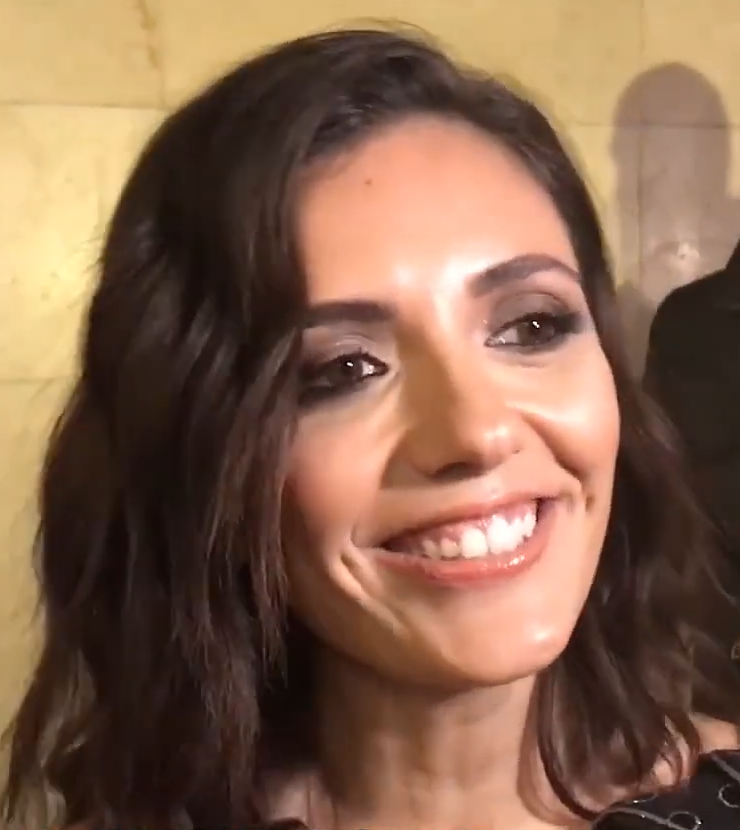
Serena Rossi nel 2019

Nel 2017 torna a lavorare con i Manetti Bros. e Morelli nel film Ammore e malavita, presentato alla 74ª Mostra internazionale d'arte cinematografica di Venezia; nel settembre dello stesso anno sostituisce temporaneamente Caterina Balivo, in maternità, alla guida del programma pomeridiano Detto fatto di Rai 2, mentre il mese seguente è la protagonista dello show del sabato sera Celebration di Rai 1, accanto a Neri Marcorè.
Nel 2018 è scelta da Renzo Rubino per duettare nel brano Custodire al Festival di Sanremo; nello stesso anno segue la conduzione di Da qui a un anno, su Real Time, e il commento italiano della finale dell'Eurovision Song Contest su Rai 1. Per la stessa rete, nel 2019 interpreta Mia Martini nel film TV biografico Io sono Mia di Riccardo Donna; nello stesso anno torna al cinema con il film Brave ragazze di Michela Andreozzi.

### Anni 2020
Nel 2020 è protagonista, insieme a Massimiliano Gallo e Gianni Ferreri, del debutto alla regia di Morelli in 7 ore per farti innamorare; sempre nello stesso anno partecipa con Stefano Accorsi e Maya Sansa a Lasciami andare di Stefano Mordini, film di chiusura della 77ª Mostra internazionale d'arte cinematografica di Venezia. Dall'anno dopo è protagonista su Rai 1 della serie Mina Settembre, trasposizione della serie letteraria di Maurizio De Giovanni, e prende parte al doppiaggio del film Looking for Magical Doremì, tratto dalla serie animata Magica Doremì.
Nel 2021 interpreta il personaggio di Elisabeth Gay nel film Diabolik dei Manetti Bros., trasposizione dell'omonimo fumetto, e viene scelta quale madrina della 78ª Mostra internazionale d'arte cinematografica di Venezia. Il 25 dicembre dello stesso anno partecipa a Stanotte a Napoli di Alberto Angela, mentre all'inizio del 2022 conduce Danza con me, insieme a Roberto Bolle e Lillo Petrolo. Nel 2024 interpreta Antonietta Speranza, la madre del protagonista Amerigo ne Il treno dei bambini, e La Vecchia, antagonista principale della serie Uonderbois. L'anno seguente interpreta le canzoni della regina cattiva in Biancaneve, live action che riprende il classico del 1937, ed è a teatro con SereNata a Napoli, spettacolo ideato dalla stessa Rossi insieme al marito Davide Devenuto.

## Vita privata
Dal 2008 è legata sentimentalmente all'attore Davide Devenuto, conosciuto sul set di Un posto al sole; la coppia, che aveva già avuto un figlio nel novembre 2016, si è sposata nel giugno 2023 a Roma.

## Filmografia

### Cinema
- Ho imparato a sognare, regia di Gianbattista Assanti – cortometraggio (2005)
- Liberarsi - Figli di una rivoluzione minore, regia di Salvatore Romano (2007)
- La stagione dell'amore, regia di Antonio Silvestre – cortometraggio (2012)
- Il primo giorno di primavera, regia di Gabriele Pignotta – cortometraggio (2012)
- Il silenzio di Lorenzo, regia di Nicola Acunzo – cortometraggio (2012)
- Song'e Napule, regia dei Manetti Bros. (2014)
- Ti sposo ma non troppo, regia di Gabriele Pignotta (2014)
- Troppo napoletano, regia di Gianluca Ansanelli (2016)
- Al posto tuo, regia di Max Croci (2016)
- Ammore e malavita, regia dei Manetti Bros. (2017)
- Caccia al tesoro, regia di Carlo Vanzina (2017)
- Io sono Mia, regia di Riccardo Donna (2019)
- Brave ragazze, regia di Michela Andreozzi (2019)
- 7 ore per farti innamorare, regia di Giampaolo Morelli (2020)
- Lasciami andare, regia di Stefano Mordini (2020)
- La tristezza ha il sonno leggero, regia di Marco Mario de Notaris (2021)
- Diabolik, regia dei Manetti Bros. (2021)
- Beata te, regia dei Paola Randi (2022)
- Il treno dei bambini, regia di Cristina Comencini (2024)

### Televisione
- Rosafuria, regia di Gianfranco Albano – film TV (2003)
- Salvo D'Acquisto, regia di Alberto Sironi – miniserie TV (2003)
- Un posto al sole – soap opera (2003-2008, 2008-2009, 2010)
- Virginia, la monaca di Monza, regia di Alberto Sironi – miniserie TV (2004)
- Padri e figli, regia di Gianni Zanasi e Gianfranco Albano – miniserie TV (2005)
- La moglie cinese, regia di Aurelio Grimaldi – miniserie TV (2006)
- Un posto al sole d'estate – soap opera (2007)
- Il commissario Montalbano – serie TV, episodio 7x01 (2008)
- Puccini, regia di Giorgio Capitani – miniserie TV (2008)
- Sant'Agostino, regia di Christian Duguay – miniserie TV (2009)
- Ho sposato uno sbirro – serie TV (2010)
- Eroi per caso, regia di Alberto Sironi – miniserie TV (2011)
- Dove la trovi una come me?, regia di Giorgio Capitani – miniserie TV (2011)
- Che Dio ci aiuti – serie TV, 16 episodi (2011)
- R.I.S. Roma - Delitti imperfetti – serie TV (2012)
- Caruso, la voce dell'amore, regia di Stefano Reali – miniserie TV (2012)
- Il clan dei camorristi – serie TV, 8 episodi (2013)
- Adriano Olivetti - La forza di un sogno, regia di Michele Soavi – miniserie TV (2013)
- Rossella – serie TV, 5 episodi (2013)
- Rex – serie TV, 1 episodio (2015)
- Squadra mobile – serie TV, 16 episodi (2015)
- Il coraggio di vincere, regia di Marco Pontecorvo – film TV (2017)
- L'ispettore Coliandro – serie TV, episodi 5x02-7x02 (2016-2018)
- Illuminate: Laura Biagiotti, l'aura della moda, regia di Maria Tilli – docufilm (2019)
- Mina Settembre – serie TV (2021-in corso)
- La sposa, regia di Giacomo Campiotti – miniserie TV (2022)
- Call My Agent - Italia – serie TV, episodio 2x04 (2024)
- Uonderbois – serie TV (2024)

## Programmi TV
- Le note degli angeli (2012)
- Tale e quale show (2014)
- Tale e quale show - Il torneo (2014-2015)
- Na Tale e quale show (2016)
- Il nostro Totò (2017)
- Radio Italia Live (2017)
- Piccoli giganti (2017)
- Un goal per l'Italia (2017)
- RadioItaliaLive - Il concerto (2017)
- Detto fatto (2017)
- Celebration (2017)
- Da qui a un anno (2018)
- Eurovision Song Contest (2018) – commentatrice della finale
- Andrea Bocelli - Ali di libertà (2019)
- Ad10s Diego (2020) – voce narrante
- Telethon (2020)
- Penso che un sogno così (2021)
- Canzone segreta (2021)
- Stanotte a Napoli (2021)
- Danza con me (2022)
- Soliti ignoti - Telethon (2022)
- Viva la danza (2025)

## Doppiaggio

### Film
- Anna Kendrick in Into the Woods
- Emily Blunt (parte cantata) in Il ritorno di Mary Poppins
- Kareena Kapoor in Brothers
- Shruti Haasan in Race Gurram
- Adah Sharma in Rana Vikrama
- Kristen Bell in Queenpins - Le regine dei coupon
- Gal Gadot (parte cantata) in Biancaneve

### Serie TV
- Elizabeth Lail in C'era una volta

### Film d'animazione
- Anna in Frozen - Il regno di ghiaccio, Frozen Fever, Lego Disney Frozen - Northern Lights, Frozen - Le avventure di Olaf , Ralph spacca Internet, Frozen II - Il segreto di Arendelle, La storia di Olaf e Once Upon a Studio
- Pam Mallard in Prendi il volo

### Serie animate
- Ariel (parte cantata) in Sofia la principessa

## Teatro
- C'era una volta... Scugnizzi, regia di Gino Landi e Claudio Mattone (2002-2003)
- Mal'aria, regia di Bruno Garofalo (2005)
- Rugantino, regia di Enrico Brignano (2013)
- SereNata a Napoli, regia di Maria Cristina Redini (2025)

## Discografia

### Album in studio
- 2013 – Nella casa di pepe

### EP
- 2006 – Amore che

## Riconoscimenti
- David di Donatello
  - 2018 – Migliore canzone originale per Bang Bang nel film Ammore e malavita
- Nastro d'argento
  - 2018 – Migliore canzone originale per Bang Bang nel film Ammore e malavita
  - 2018 – Candidatura alla migliore attrice di commedia per Ammore e malavita
  - 2019 – Nastro d'argento speciale per Io sono Mia
- Ciak d'oro
  - 2018 – Ciak d'oro Colpo di fulmine per Ammore e malavita
  - 2020 – Candidatura alla migliore attrice protagonista per Io sono Mia e 7 ore per farti innamorare[12]
  - 2021 – Migliore attrice protagonista per La tristezza ha il sonno leggero[13]
- Mostra del Cinema di Venezia
  - 2018 – Premio Kineo Diamanti al Cinema per l'interpretazione in Ammore e malavita
- Giffoni Film Festival
  - 2015 – Giffoni Experience
  - 2020 – Giffoni Experience
- Altri premi:
  - Premio Oscar dei giovani 2012 del Centro Europeo per il Turismo e lo Spettacolo
  - Premio Massimo Troisi 2013 – Miglior attrice comica
  - Premio Italian Movie Award 2015 per Song ‘e Napule
  - Premio Oscar dei giovani 2015 del Centro Europeo per il Turismo e lo Spettacolo
  - Premio Città di Fiumicino Contro tutte le mafie 2016
  - Premio per Troppo napoletano alla VIII edizione del Galà del Cinema e della Fiction in Campania 2016
  - Riconoscimento Nazionale Biennale Garinei e Giovannini 2017
  - Premio Ischia Art Award 2017 all'Ischia Global Film & Music Fest 2017
  - Premio migliore interprete femminile 2017 per Ammore e malavita alle Giornate Professionali di Cinema di Sorrento
  - Premio RdC Awards 2017 al Tertio Millennio Film Fest per la migliore interpretazione canora in Ammore e malavita